# Orehovo-Zujevo
Orehovo-Zujevo [oréhovo-zújevo] (rusko Оре́хово-Зу́ево) je mesto v Rusiji, dvanajsto največje v Moskovski oblasti. Leži blizu Moskve.
Ustanovljeno je bilo kot mesto leta 1917. Prvič je omenjeno leta 1209. Leta 2010 je imelo 121.114 prebivalcev.